# Hitrádio Contact
Hitrádio Contact (dříve Radio Contact Liberec) je soukromá regionální rozhlasová stanice na území Libereckého kraje. Stanice má formát AC a zaměřuje se na „mladé dospělé“. Cílovou skupinou jsou posluchači ve věku 20 – 49 let.
Program tvoří hity od těch největších po ty nejnovější, regionální zpravodajství a užitečné servisní informace. Jednotlivá Hitrádia mezi sebou spolupracují např. při pokrytí klíčových zpravodajských událostí, kulturních a sportovních akcí.

## Historie stanice
Stanice začala vysílat 23. září 1991 pod názvem Radio Contact Liberec pro obyvatele Libereckého kraje. Licenci pro vysílání ale provozovatelé stanice získali již během dubna roku 1991. Byla tak nejstarší a nejúspěšnější regionální stanicí v Libereckém kraji. Její signál byl šířen z vysílače Ještěd na jediné frekvenci 101,4 MHz (101,4 FM) a byl dosažitelný ve vzdálenosti 70 až 80 kilometrů od vysílače, i ve značné části Polska. Po internetu začalo Radio Contact Liberec své vysílání šířit 28. června 2010. Koncem března 2021 podali dosavadní vlastníci stanice Jan a Jarmila Požičtí na Radu pro rozhlasové a televizní vysílání návrh na prodej stanice společnosti Media Bohemia, která byla 26. května 2021 zapsaná jako jediný vlastník společnosti Radio Contact Liberec, provozovatele stejnojmenné stanice.
Stanice ve své původní podobě vysílala čtyřiadvacet hodin denně a v jejím programu se vyskytovaly některé hudební předěly, pořady nebo vysílací prvky, jež zazněly již v počátcích vysílání této stanice. Posluchači stanice byli lidé ve věku přibližně od dvaceti do padesáti let. Poslechovost stanice dosahovala více než 100 tisíc týdně se čtyřhodinovou délkou poslechu. Hudební složka vysílání nebyla nijak specificky profilovaná a obsahovala skladby jak popové a rockové, tak také disco, dance, ale též country či folk. Vysílala tak hudbu od šedesátých let až po 21. století. Stanice používala slogan „Den plný hudby“ a po celou dobu své existence mělo stále stejné logo, které tvořilo červeně zbarvený text ve fontu Times New Roman uváděný na zlatavém podkladu spolu s tučňákem. Nyní již ale využívá unifikovaný hudební a grafický formát jako všechna Hitrádia.

## Program

### Pracovní den:
- 6:00 - 9:00 Snídaně šampionů (po-čt) (Jirka Pelnář, Kateřina Pechová) (celoplošné vysílání z Prahy)
- 6:00 - 9:00 Snídaně šampionů (celoplošné vysílání z Prahy)
- 9:00 - 12:00 Srdcovky a Dopolední rozjezd (Silvie Válková)
- 12:00 - 15:00 Pohodička po obědě (Denisa Janečková)
- 15:00 - 19:00 Odpolední Contact (Deniz Kayalibay, Jana Němečková)
- 19:00 - 22:00 Hitrádio Classic (Michal Klein) (celoplošné vysílání z Prahy)
- Středa 19:00 - 22:00 Vaše středa (Leona Gyöngyösi) (celoplošné vysílání z Prahy)

### Víkend:
- 7:00 - 13:00 Leona Gyöngyösi (celoplošné vysílání z Prahy)
- 13:00 - 18:00 Deniz Kayalibay/Jana Němečková

### Zpravodajství:
- Denisa Mečířová

## Bývalí moderátoři
K lednu 2021 byli členy týmu Radia Contact Liberec:
- David Jelínek
- Petr Kolín
- Dušan Pfohl
- Ivo Nesler
- Ellen Rozkovcová
- Lucie Tomšová
- Kateřina Hlubučková
- Věra Baumgartnerová
- Míla Šajbenová

## Distribuce signálu

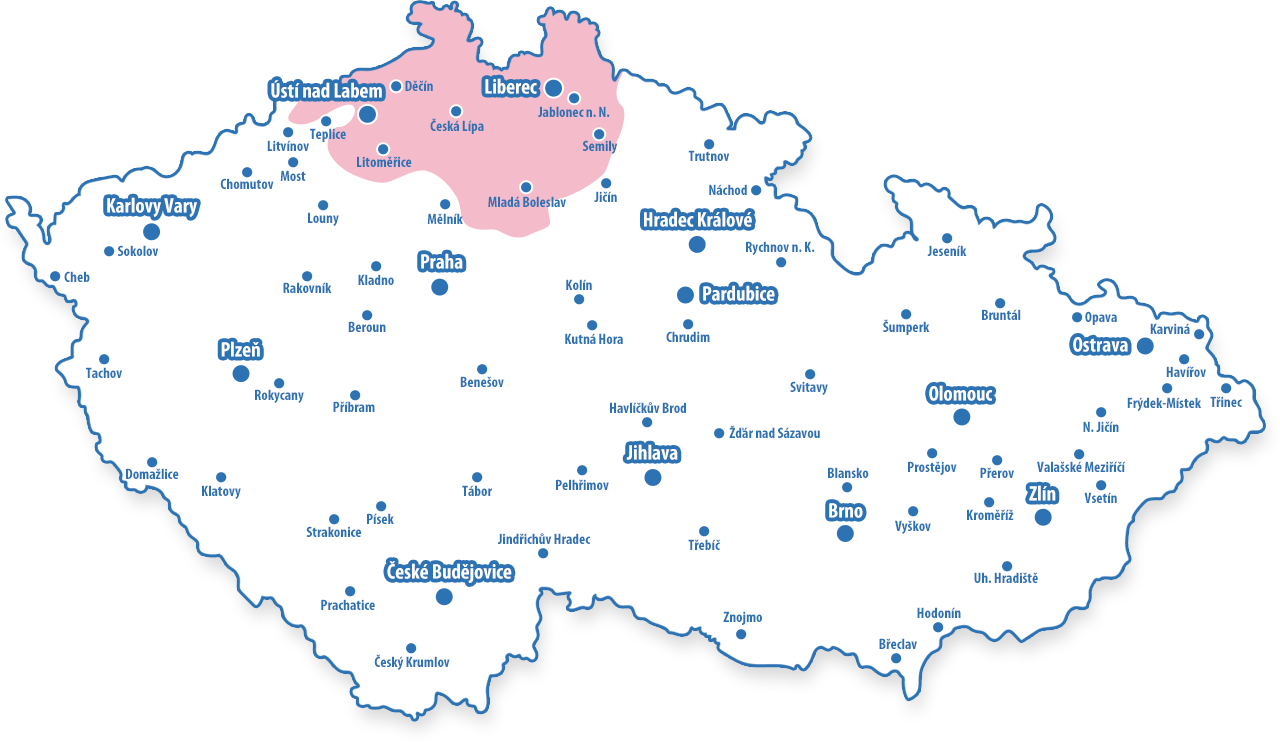
Mapa pokrytí

| Město                  | Vysílač                   | Kmitočet [MHz] | Výkon (ERP) [W] | Polarizace | Nadmořská výška [m] |
| ---------------------- | ------------------------- | -------------- | --------------- | ---------- | ------------------- |
| Liberec                | Liberec Vratislavice      | 100,600        | 199,00          | vertikální | 410                 |
| Liberec                | Liberec Vodárna           | 93,300         | 501,00          | vertikální | 470                 |
| Liberec                | Liberec Hanychov (Ještěd) | 106,100        | 100,00          | vertikální | 1012                |
| Turnov                 | Turnov 1                  | 97,00          | 125,00          | vertikální | 268                 |
| Turnov                 | Turnov                    | 98,800         | 199,00          | vertikální | 268                 |
| Varnsdorf              | Varnsdorf                 | 90,400         | 199,00          | vertikální | 774                 |
| Děčín                  | Děčín Chlum               | 97,600         | 199,00          | vertikální | 439                 |
| Železný Brod           | Železný Brod              | 99,600         | 100,00          | vertikální | 291                 |
| Jablonec nad Nisou     | Jablonec nad Nisou 4      | 99,700         | 50,00           | vertikální | 540                 |
| Jablonec nad Nisou     | Jablonec nad Nisou 3      | 105,100        | 50,00           | vertikální | 605                 |
| Česká Lípa             | Česká Lípa                | 99,900         | 1000,00         | vertikální | 459                 |
| Hodkovice nad Mohelkou | Hodkovice nad Mohelkou    | 106,600        | 50,00           | vertikální | 377                 |